# Prawdziwa historia (film 2005)
Prawdziwa historia (ang. The World's Fastest Indian) – film produkcji amerykańskiej z 2005 roku w reżyserii Rogera Donaldsona, oparty na prawdziwych wydarzeniach.
Główny bohater, Burt Munro, własnoręcznie modyfikował motocykl Indian, aby móc bić na nim rekordy prędkości.
Anthony Hopkins w którymś z wywiadów stwierdził, że jest to, jak dotąd, jego najlepszy film.
The World's Fastest Indian to dramat o życiu, podróży i pasji człowieka w podeszłym wieku. Postać głównego bohatera pokazuje jak spokojny, optymistyczny fatalizm pozwala iść naprzód, wbrew drobnym przeciwieństwom losu, aby na koniec spełnić marzenia.

## Obsada
- Anthony Hopkins jako Burt Munro
- Bruce Greenwood jako Jerry
- Diane Ladd jako Ada
- Juliana Bellinger jako Jackie
- Chris Bruno jako Bob Higby